# درة غاو
درة غاو (بالإنجليزية: Darreh Gav)‏ هي قرية تقع في قسم تشنارود الجنوبي الريفي (مقاطعة تشادغان) في إيران.